# A kertvárosi gettó epizódjainak listája
Ez a cikk A kertvárosi gettó című sorozat epizódjait listázza.

## Évados áttekintés
| Évad | Évad | Epizódok | Eredeti sugárzás  | Eredeti sugárzás    | Eredeti adó |
| Évad | Évad | Epizódok | Évadpremier       | Évadfinálé          | Eredeti adó |
| ---- | ---- | -------- | ----------------- | ------------------- | ----------- |
|      | 1    | 15       | 2005. november 6. | 2006. március 19.   | Adult Swim  |
|      | 2    | 15       | 2007. október 8.  | 2008. március 23.   | Adult Swim  |
|      | 3    | 15       | 2010. május 2.    | 2010. augusztus 15. | Adult Swim  |
|      | 4    | 10       | 2014. április 21. | 2014. június 23.    | Adult Swim  |

## 1. évad (2005-2006)
| Sor. | Év. | Cím                                                                | Rendező       | Író                                               | Premier            |
| ---- | --- | ------------------------------------------------------------------ | ------------- | ------------------------------------------------- | ------------------ |
| 1.   | 1.  | A kerti parti (The Garden Party)                                   | Anthony Bell  | Történet: Aaron McGruder Tévéjáték: Rodney Barnes | 2005. november 6.  |
| 2.   | 2.  | Az R. Kelly per (The Trial of R. Kelly)                            | Anthony Bell  | Történet: Aaron McGruder Tévéjáték: Rodney Barnes | 2005. november 13. |
| 3.   | 3.  | Találd ki, ki a picsa jön vacsorára (Guess Hoe's Coming to Dinner) | Anthony Bell  | Történet: Aaron McGruder Tévéjáték: Rodney Barnes | 2005. november 20. |
| 4.   | 4.  | A nagypapa bunyója (Granddad's Fight)                              | Joe Horne     | Történet: Aaron McGruder Tévéjáték: Rodney Barnes | 2005. november 27. |
| 5.   | 5.  | Randevú a tisztaság felelőssel (A Date with the Health Inspector)  | Joe Horne     | Történet: Aaron McGruder Tévéjáték: Rodney Barnes | 2005. december 4.  |
| 6.   | 6.  | Gengszterséges története (The Story of Gangstalicious)             | Seung Eun Kim | Történet: Aaron McGruder Tévéjáték: Rodney Barnes | 2005. december 11. |
| 7.   | 7.  | Huey Freeman karácsonya (A Huey Freeman Christmas)                 | Seung Eun Kim | Aaron McGruder                                    | 2005. december 18. |
| 8.   | 8.  | A tuti (The Real)                                                  | Anthony Bell  | Aaron McGruder                                    | 2006. január 8.    |
| 9.   | 9.  | A király visszatér (Return of the King)                            | Kalvin Lee    | Aaron McGruder                                    | 2006. január 15.   |
| 10.  | 10. | A bobis (The Itis)                                                 | Joe Horne     | Történet: Aaron McGruder Tévéjáték: Rodney Barnes | 2006. január 22.   |
| 11.  | 11. | Kapjuk el Oprah-t! (Let's Nab Oprah)                               | Seung Eun Kim | Történet: Aaron McGruder Tévéjáték: Yamara Taylor | 2006. február 12.  |
| 12.  | 12. | Itt vót Riley! (Riley Wuz Here)                                    | Kalvin Lee    | Történet: Aaron McGruder Tévéjáték: Yamara Taylor | 2006. február 19.  |
| 13.  | 13. | Bajtárs! (Wingmen)                                                 | Seung Eun Kim | Aaron McGruder                                    | 2006. március 5.   |
| 14.  | 14. | Forró a téma (The Block Is Hot)                                    | Kalvin Lee    | Történet: Aaron McGruder Tévéjáték: Yamara Taylor | 2006. március 12.  |
| 15.  | 15. | A Rumli passió (The Passion of Reverend Ruckus)                    | Sean Song     | Történet: Aaron McGruder Tévéjáték: Rodney Barnes | 2006. március 19.  |

## 2. évad (2007-2008)
| Sor. | Év. | Cím                                                                                | Rendező       | Író                                                          | Premier            |
| ---- | --- | ---------------------------------------------------------------------------------- | ------------- | ------------------------------------------------------------ | ------------------ |
| 16.  | 1.  | Vagy beledöglök (...Or Die Trying)                                                 | Seung Eun Kim | Történet: Aaron McGruder Tévéjáték: Yamara Taylor            | 2007. október 8.   |
| 17.  | 2.  | Tom, Sarah és Usher (Tom, Sarah and Usher)                                         | Seung Eun Kim | Történet: Aaron McGruder Tévéjáték: Rodney Barnes            | 2007. október 15.  |
| 18.  | 3.  | Kösz, hogy nem köpsz (Thank You for Not Snitching)                                 | Seung Eun Kim | Aaron McGruder                                               | 2007. október 22.  |
| 19.  | 4.  | Bűzfösvény visszavág (Stinkmeaner Strikes Back)                                    | Seung Eun Kim | Történet: Aaron McGruder Tévéjáték: Rodney Barnes            | 2007. október 29.  |
| 20.  | 5.  | Bitang Jó története (The Story of Thugnificent)                                    | Seung Eun Kim | Aaron McGruder                                               | 2007. november 5.  |
| 21.  | 6.  | A gyilkos kung-fu farkas ribanc támadása (Attack of the Killer Kung-Fu Wolf Bitch) | Seung Eun Kim | Történet: Aaron McGruder Tévéjáték: Rodney Barnes            | 2007. november 19. |
| 22.  | 7.  | A csilli (Shinin')                                                                 | Dan Fausett   | Aaron McGruder                                               | 2007. november 26. |
| 23.  | 8.  | Zsákolj (Ballin')                                                                  | Dan Fausett   | Történet: Aaron McGruder Tévéjáték: Van Veen és André Brooks | 2007. december 3.  |
| 24.  | 9.  | A katriniánus megszállás (Invasion of the Katrinians)                              | Dan Fausett   | Történet: Aaron McGruder Tévéjáték: Rodney Barnes            | 2007. december 10. |
| 25.  | 10. | Amikor nincs otthon a macska (Home Alone)                                          | Dan Fausett   | Történet: Aaron McGruder Tévéjáték: Rodney Barnes            | 2007. december 17. |
| 26.  | 11. | A P betűs szó (The S-Word)                                                         | Seung Eun Kim | Történet: Aaron McGruder Tévéjáték: Rodney Barnes            | 2008. január 21.   |
| 27.  | 12. | Emberfogó Freeman legendája (The Story of Catcher Freeman)                         | Dan Fausett   | Aaron McGruder                                               | 2008. január 28.   |
| 28.  | 13. | A Gengszterséges története 2 (The Story of Gangstalicious Part 2)                  | Dan Fausett   | Történet: Aaron McGruder Tévéjáték: Rodney Barnes            | 2008. február 4.   |
| 29.  | 14. | Az éhség sztrájk (The Hunger Strike)                                               | Dan Fausett   | Történet: Aaron McGruder Tévéjáték: Rodney Barnes            | 2008. március 16.  |
| 30.  | 15. | A Rumli-bátya valóságshow (The Uncle Ruckus Reality Show)                          | Seung Eun Kim | Történet: Aaron McGruder Tévéjáték: Rodney Barnes            | 2008. március 23.  |

## 3. évad (2010)
| Sor. | Év. | Cím                                                           | Rendező        | Író                                               | Premier             |
| ---- | --- | ------------------------------------------------------------- | -------------- | ------------------------------------------------- | ------------------- |
| 31.  | 1.  | Huey és a fekete elnök (It's a Black President, Huey Freeman) | Sung Dae Kang  | Aaron McGruder                                    | 2010. május 2.      |
| 32.  | 2.  | A vártából a szarba (Bitches to Rags)                         | Young Chan Kim | Aaron McGruder                                    | 2010. május 9.      |
| 33.  | 3.  | A vörös veszedelem (The Red Ball)                             | Young Chan Kim | Aaron McGruder                                    | 2010. május 16.     |
| 34.  | 4.  | Jimmy Rebel története (The Story of Jimmy Rebel)              | Sung Hoon Kim  | Aaron McGruder                                    | 2010. május 23.     |
| 35.  | 5.  | Bűzfösvény III: A fikabanda (Stinkmeaner 3: The Hateocracy)   | Sung Dae Kang  | Aaron McGruder                                    | 2010. május 30.     |
| 36.  | 6.  | Cigarettával bagózni (Smokin' with Cigarettes)                | Sung Hoon Kim  | Aaron McGruder                                    | 2010. június 6.     |
| 37.  | 7.  | Adománygyűjtő (The Fundraiser)                                | Sung Dae Kang  | Aaron McGruder                                    | 2010. június 13.    |
| 38.  | 8.  | Nem buzin (Pause)                                             | Sung Hoon Kim  | Történet: Aaron McGruder Tévéjáték: Rodney Barnes | 2010. június 20.    |
| 39.  | 9.  | Találkozó a púzóharcossal (A Date with the Booty Warrior)     | Young Chan Kim | Aaron McGruder                                    | 2010. június 27.    |
| 40.  | 10. | Lando Freeman története (The Story of Lando Freeman)          | Sung Dae Kang  | Aaron McGruder                                    | 2010. július 4.     |
| 41.  | 11. | A bájos Ebony Brown (Lovely Ebony Brown)                      | Young Chan Kim | Történet: Aaron McGruder Tévéjáték: Rodney Barnes | 2010. július 11.    |
| 42.  | 12. | Csak receptre (Mr. Medicinal)                                 | Sung Hoon Kim  | Aaron McGruder                                    | 2010. július 18.    |
| 43.  | 13. | Rántott csirke influenza (The Fried Chicken Flu)              | Sung Dae Kang  | Aaron McGruder                                    | 2010. augusztus 1.  |
| 44.  | 14. | Rumli szín (The Color Ruckus)                                 | Young Chan Kim | Aaron McGruder                                    | 2010. augusztus 8.  |
| 45.  | 15. | Beüt a ménkü (It's Goin' Down)                                | Sung Hoon Kim  | Aaron McGruder                                    | 2010. augusztus 15. |

## 4. évad (2014)
| Sor. | Év. | Cím                                  | Rendező        | Író                                               | Premier           | Nézettség   |
| ---- | --- | ------------------------------------ | -------------- | ------------------------------------------------- | ----------------- | ----------- |
| 46.  | 1.  | Pretty Boy Flizzy                    | Hea Young Jung | Angela Nissel                                     | 2014. április 21. | 2,99 millió |
| 47.  | 2.  | Good Times                           | Dae Woo Lee    | Történet: Aaron McGruder Tévéjáték: Angela Nissel | 2014. április 28. | 2,28 millió |
| 48.  | 3.  | Breaking Granddad                    | Dae Woo Lee    | Történet: Aaron McGruder Tévéjáték: Angela Nissel | 2014. május 5.    | 2,20 millió |
| 49.  | 4.  | Early Bird Special                   | Hea Young Jung | Angela Nissel                                     | 2014. május 12.   | 2,20 millió |
| 50.  | 5.  | Freedom Ride or Die                  | Kwang Il Han   | Rodney Barnes                                     | 2014. május 19.   | 1,94 millió |
| 51.  | 6.  | Granddad Dates a Kardashian          | Kwang Il Han   | Angela Nissel                                     | 2014. május 26.   | 1,96 millió |
| 52.  | 7.  | Freedomland                          | Dae Woo Lee    | Rodney Barnes                                     | 2014. június 2.   | 1,90 millió |
| 53.  | 8.  | I Dream of Siri                      | Hea Young Jung | Angela Nissel                                     | 2014. június 9.   | 1,92 millió |
| 54.  | 9.  | Stinkmeaner: Begun the Clone War Has | Kwang Il Han   | Angela Nissel                                     | 2014. június 16.  | 1,94 millió |
| 55.  | 10. | The New Black                        | Dae Woo Lee    | Rodney Barnes                                     | 2014. június 23.  | 1,82 millió |